# هرمز گرجی‌بیانی
هرمز گرجی‌بیانی (۲۴ اسفند ۱۳۲۴ در کرمانشاه – ۲۸ مرداد ۱۳۵۸ در کرمانشاه)، آموزگار، فعال سیاسی کمونیست کُرد، و یکی از ۱۱ معلم انقلابی بود که در ۲۸ مرداد ۱۳۵۸ به اتهام هواداری از سازمان چریک‌های فدایی خلق ایران در زندان دیزل‌آباد کرمانشاه اعدام شدند. وی از کسانی بود که نخستین اعتصاب معلمان ایران را در انقلاب بهمن در کرمانشاه ساماندهی کردند.

## زندگی
هرمز گرجی‌بیانی در اسفند ۱۳۲۴ در محلهٔ سرتپه در کرمانشاه به دنیا آمد. پس از اخذ دیپلم در دانشگاه تبریز در رشتهٔ فیزیک به تحصیل پرداخت. در دوران تحصیل به فعالیت‌های دانشجویی پرداخت و در سال دوم تحصیل به عنوان نمایندهٔ دانشکده از طرف دانشجویان انتخاب شد. وی در جریان مبارزات دانشجویی و تظاهرات دانشجویان در تبریز علیه رژیم شاه توسط ساواک دستگیر شد و مدتی از دوران دانشجویی را در زندان به سر برد. وی پس از پایان دوران زندان به سربازی فرستاده‌شد، اما به دلیل بیماری قلبی و نیز اعتراض دانشجویان از سربازی معاف و به دانشکده بازگشت. گرجی‌بیانی پس از پایان تحصیلات به کرمانشاه بازگشت و به معلمی پرداخت. در سال ۱۳۵۰ همزمان با جشن‌های ۲۵۰۰ ساله مجدداً از سوی رژیم شاه دستگیر شد و پس از مدتی به زندان اوین و سپس زندان قزل‌قلعه منتقل شد. پس از آزادی مدت‌ها در تلاش برای بازگشت به کار بود و در نهایت موفق شد به سر کار بازگردد.

وی در تظاهرات اعتصابات و حرکت‌های معلمان و دانش آموزان در انقلاب ۱۳۵۷ ایران فعالیت زیادی داشت و در شهریور و مهر همان سال به همراه دیگر معلمان و نیز چند تن از دانش آموزان «کانون معلمان کرمانشاه» را تأسیس کرد که نقش اساسی را در به راه انداختن اعتصاب عمومی در آموزش و پرورش در شهر کرمانشاه به عنوان نخستین اعتصاب معلمان در انقلاب ۱۳۵۷ داشت. وی همچنین در به راه انداختن تظاهرات شهری و میتینگ‌های سیاسی نقش فراوانی داشت. گرجی‌بیانی پس از انقلاب نیز به فعالیت خود ادامه داد و در سال ۱۳۵۸ همراه با دیگر اعضای بنیانگذار «کانون معلمان کرمانشاه» را به «کانون مستقل معلمان آزادی‌خواه» تغییر دادند. علاوه بر این وی پس از انقلاب در ارتباط با سازمان چریک‌های فدایی خلق ایران قرار گرفت.

## دستگیری و اعدام
گرجی‌بیانی در ساعت ۲:۳۰ دقیقه بعدازظهر روز ۲۷ مرداد ۱۳۵۸ در منزل شخصی‌اش، در کوی صددستگاه کرمانشاه برای «پاسخگویی مختصر و کوتاه مدت به چند سؤال» دستگیر شد. اما در ساعت ۱:۳۰ پس از نیمه شب در زندان دیزل‌آباد کرمانشاه به همراه ۱۰ نفر دیگر بدون محاکمه و به اتهام «فساد فی الارض و محاربه با خدا و رسول خدا» تیرباران شد. (دستگیری گرجی‌بیانی همچنین در ۱۲ نیمه‌شب و اعدام در ساعت ۲:۴۰ دقیقه نیز ذکر شده‌است.) بر روی جسد وی آثار شکنجه از قبیل کبودی، زخم و شکستگی استخوان‌های دست و پا مشهود بوده‌است. گرجی‌بیانی پیش از این بارها به قتل تهدید شده‌بود. اعلام شده‌بود که گرجی‌بیانی در پاوه و در جریان مبارزهٔ مسلحانه دستگیرشده‌است. بدین منظور شلوار کردی به تن او پوشانده شده‌بود، اما با وجود تیرباران شلوار سوراخ نشدبود. نشریه کار در خبر واقعه نوشته‌بود که از ۱۱ نفر اعدامی، پیش از اعدام نزدیک به ۳ لیتر خون گرفته شده و برای پاسدارها به پاوه فرستاده شده‌است.
این مسئله که گرجی‌بیانی و نیز آذرنوش مهدویان در پاوه دستگیرشده‌اند هرگز اثبات نشد. همچنین این شایعه که از منزل شخصی گرجی‌بیانی مقادیر زیادی مهمات به دست آمده هم هرگز اثبات نگردید. اما حاکم شرع کرمانشاه، علی رازی زاده گفته‌بود: «حرف‌های او از گلوله هم بدتر بود».
رازی‌زاده همچنین چندی بعد در تهدید معلمان دیگر گفته‌بود: «مسئولان آموزش و پرورش کرمانشاه وظیفه دارند که آموزگاران و دبیرانی را که علیه مصالح اسلامی صحبت می‌کنند، با ارائهٔ دلایل روشن به ما معرفی کنند که در امور آنها تصمیم‌گیری شود.»
با وجود ارتباط گرجی‌بیانی با سازمان چریک‌های فدایی خلق، رادیو و روزنامهٔ کیهان از گرجی‌بیانی و ۱۰ معلم دیگر به عنوان «یازده نفر از مهاجمین و سران حزب دموکرات کردستان» نام برد و حاکم شرع کرمانشاه نیز او را «عضو حزب توده» معرفی کرده‌بود. حاکم شرع کرمانشاه همچنین گرجی‌بیانی را دخیل در «جریانات سنندج و ارومیه و پاوه» دانسته و او را «مغز متفکر مخالفین اسلام در منطقهٔ غرب» نامیده‌بود. همچنین ادعا کرده‌بود که گرجی‌بیانی در «تحصن قوری‌قلعه» با حزب دمکرات همکاری داشته و حتی بنا بوده «در صورت موفقیت حزب دمکرات و برقراری خودمختاری سمت وزیر آموزش و پرورش کردستان خودمختار به وی محول شود». تحصن قوری‌قلعه در واقع تجمع جمعیتی نزدیک به هزار تن از مردم پاوه در محل روستای قوری‌قلعه و «در اعتراض به رفتار خشونت‌آمیز مأموران دولت و تهدید جان مردم کرد» بود که روز ۲۷ مرداد ۱۳۵۸ با حملهٔ نظامیان و شروع درگیری مسلحانه خاتمه یافته‌بود.

## آثار
- گرجی بیانی، هرمز، سرنگونی شاه: اثر عوامل داخلی و خارجی، نشریهٔ فصلی در گلسرخ، شمارۀ ۱، تهران: انتشارات نگاه، چاپ اول: ۱۳۵۸؛ ص ۴۴-۵۲.